# مطار السلطان محمود بدر الدين الثاني الدولي
مطار السلطان محمود بدر الدين الثاني الدولي (Sultan Mahmud Badaruddin II International Airport) ( (بالإندونيسية: Bandar Udara Internasional Sultan Mahmud Badarudin II) (إياتا: PLM، إيكاو: WIPP) هو مطار دولي يخدم مدينة فلمبان، جنوب سومطرة والمناطق المحيطة بها. وهي تقع في منطقة KM.10 مقاطعة تالانغ بيتوتو. سمي على اسم السلطان محمود بدر الدين (1767-1852)، آخر سلطان في فلمبان.

## تاريخ
في وقت مبكر من عام 1937 على الأقل، خدم فلمبان مطار مدني في تالانغ بيتوتو، يعمل كمطار جمركي مجهز بمعدات تحديد الاتجاه واللاسلكية، والمرافق الأرضية الأساسية. بالنسبة للحلفاء، كان المطار يُعرف باسم فلمبان P1 (أو P1 فقط). أعاد الجيش الياباني بناء المطار خلال الاحتلال الياباني في 1942-1943. في 15 يوليو 1963، كانت مطارًا مشتركًا للأغراض المدنية والعسكرية. في 21 أغسطس 1975، أصبح مطار تالانغ بيتوتو المدني، وفي 3 أبريل 1985، تم نقل جميع أنشطة الطيران إلى مطار السلطان محمود بدر الدين الثاني.
اعتبارًا من 1 أبريل 1991، تتم إدارة المطار رسميًا من قبل إدارة (Perum Angkasa Pura II). في 2 يناير 1992، غيرت إدارة (Perum Angkasa Pura II) وضعها إلى PT (Persero) Angkasa Pura II.
عندما تم اختيار مقاطعة سومطرة الجنوبية لاستضافة (PON XVI) في عام 2004، سعت الحكومة لتوسيع قدرة المطار وكذلك تغيير الوضع إلى مطار دولي. تم افتتاح مبنى المطار الحالي في 27 سبتمبر 2005. تم توسيع المطار مرة أخرى في عام 2017 لاستيعاب دورة الألعاب الآسيوية 2018.

## تطوير
بعد تطويره، أصبح المطار مطارًا دوليًا ويمكن أن يستوعب الطائرات ذات الجسم العريض اعتبارًا من 27 سبتمبر 2005. بدأ التطوير في 18 سبتمبر 2003 بتكلفة إجمالية قدرها 666 روبية، 7 روبية مليار دولار من مؤسسة بنك اليابان الدولي 251.9 روبية إندونيسية مليار دولار وأموال مماثلة من ميزانية الدولة تصل إلى 114،8 روبية إندونيسية مليار. نتج عن التطوير توسعة المدرج من 300 متر × 60 مترًا إلى 3000 متر × 60 مترًا، ومساحة لوقوف السيارات 20 ألف متر تتسع لـ 1000 مركبة، ومبنى ركاب من ثلاثة طوابق بمساحة 13000 مترًا مربعًا يمكن أن يستوعب 1250 راكبًا. والجسور الجوية المجهزة ومحطات الشحن ومباني الدعم الأخرى التي تغطي مساحة 1900 متر مربع. يعني هذا التطور أن مطار السلطان محمود بدر الدين الثاني الدولي يمكنه استيعاب طائرات إيرباص A330، وبوينغ 747، وبوينغ 777، وطائرات أخرى عريضة البدن.
تم تطوير المطار مرة أخرى لدورة الألعاب الآسيوية 2018، والتي بدأت في أواخر عام 2016 وانتهت بحلول عام 2017. سعة الركاب في المبنى، والتي تبلغ سعتها 3.4 مليون مسافر سنويًا، وارتفع إلى 4 ملايين مسافر وزادت عدادات تسجيل الوصول إلى 43. ساحة انتظار الطائرات يمكن أن تستوعب 19 طائرة. تم توسيع مساحة المحطة من 34000 متر مربع إلى 115000 متر مربع. ستتم زيادة سعة المطار تدريجياً لاستيعاب 9 ملايين مسافر سنوياً.

## شركات الطيران والوجهات

### راكب

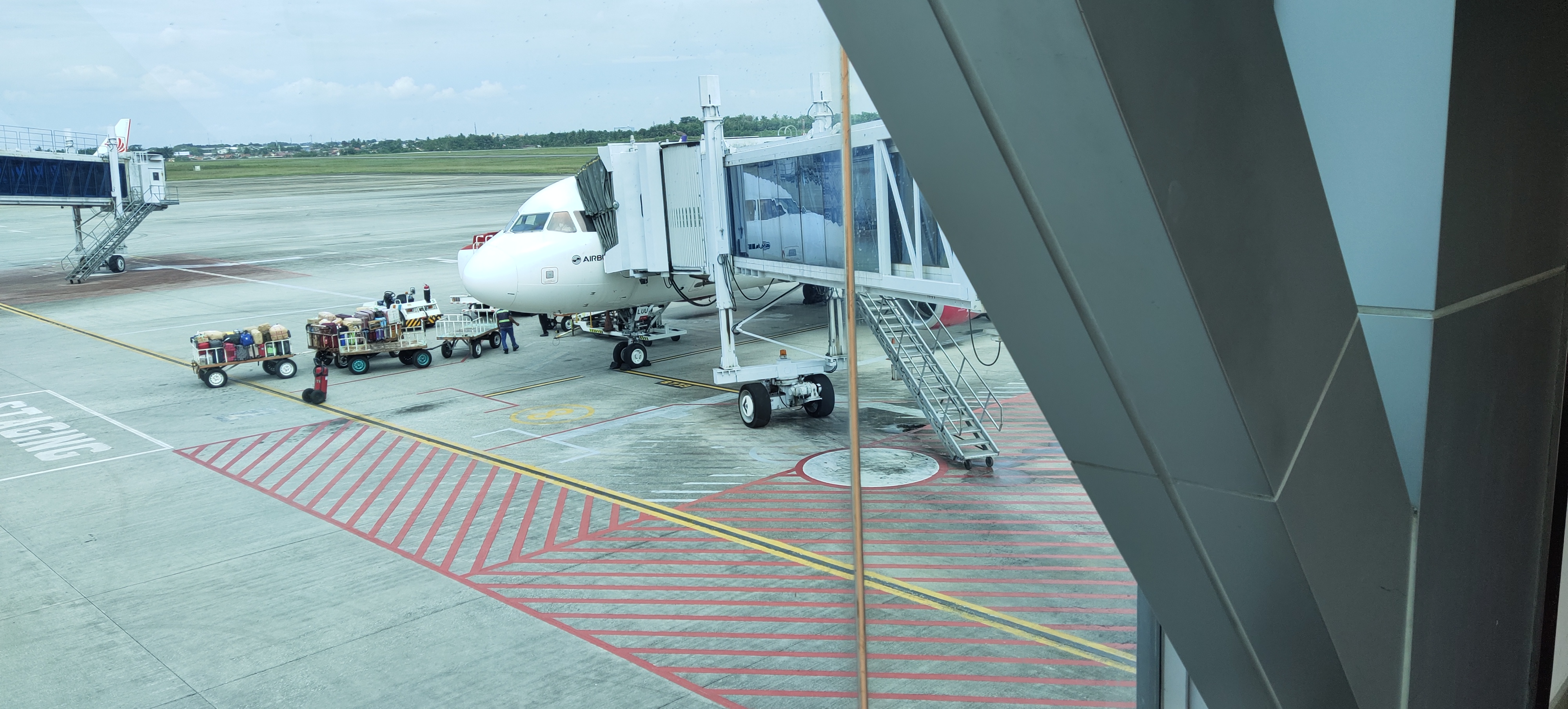
باتيك للطيران في مطار السلطان محمود بدر الدين

| شركـات طيـران          | الوجهات |
| ---------------------- | --- |
| طيران آسيا             | Kuala Lumpur–International                                                                                           |
| Batik Air              | Jakarta–Halim Perdanakusuma، مطار سوكارنو هاتا الدولي                                                                |
| سيتي لينك              | Jakarta–Halim Perdanakusuma، مطار سوكارنو هاتا الدولي Seasonal: Jeddah                                               |
| غارودا إندونيسيا       | مطار سوكارنو هاتا الدولي Seasonal: Jeddah                                                                            |
| طيران آسيا (إندونيسيا) | مطار سوكارنو هاتا الدولي                                                                                             |
| ليون إير               | Bandung، مطار هانغ نديم الدولي، مطار سوكارنو هاتا الدولي، Medan، Surabaya، Yogyakarta–International Seasonal: Jeddah |
| NAM Air                | مطار سوكارنو هاتا الدولي، Pangkal Pinang                                                                             |
| الخطوط السعودية        | Seasonal: Medina |
| سكوت للطيران           | مطار شانغي سنغافورة                                                                                                  |
| Super Air Jet          | مطار سوكارنو هاتا الدولي                                                                                             |
| Wings Air              | Bandar Lampung، Bandung، Bengkulu, Jambi، Lubuklinggau، Padang، Pagar Alam, Pangkal Pinang، Pekanbaru                |

## الحوادث والحوادث
- 6 أكتوبر 1937 - تحطمت طائرة KLM دوغلاس دي سي-3 ، المسماة "Specht" المسجلة (PH-ALS) من فلمبان إلى سنغافورة، فور إقلاعها في مطار فلمبان، جزر الهند الشرقية الهولندية. توفي ثلاثة من أفراد الطاقم وراكب واحد. ونجا مساعد الطيار وسبعة ركاب. فشل قضيب التوصيل في المحرك رقم 1، مما تسبب في نشوب حريق في الوقود. قطع الطيار تدفق الوقود إلى المحرك، لكن الطائرة لم تتمكن من زيادة ارتفاعها على محرك واحد. لقد أثرت على التضاريس.[10]
- في 24 سبتمبر 1975، تحطمت رحلة غارودا إندونيسيا رقم 150 عند اقترابها من مطار تالانغ بيتوتو. وأسفر الحادث، الذي يُعزى إلى سوء الأحوال الجوية والضباب، عن مقتل 25 من أصل 61 راكبا بالإضافة إلى شخص واحد على الأرض.[11]

## النقل البري

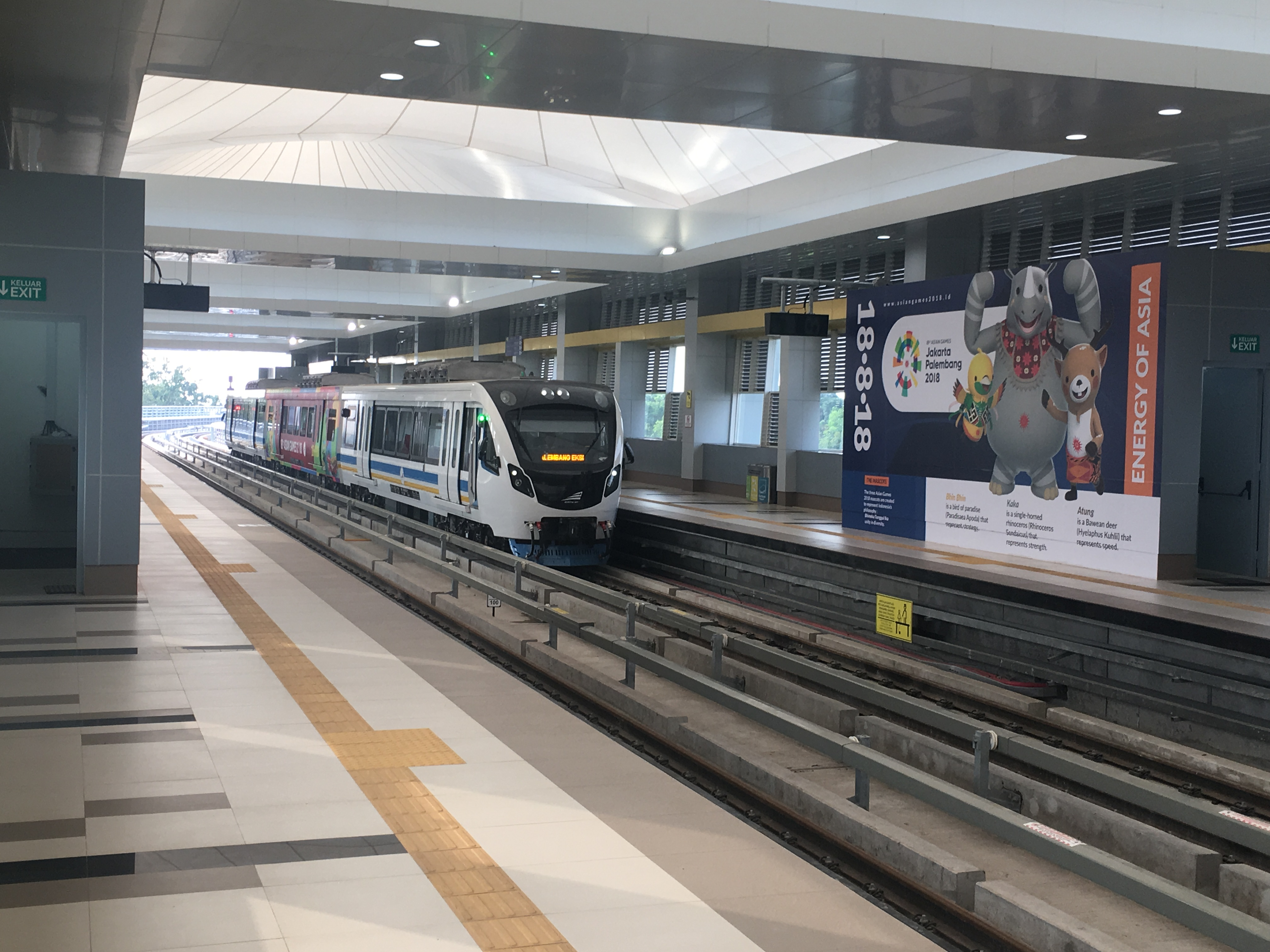
محطة مطار السلطان محمود بدر الدين الثاني الدولي في فلمبان للسكك الحديدية الخفيفة

توقعًا للازدحام المروري خلال فترة الألعاب الآسيوية 2018، قامت الحكومة المحلية ببناء قطار فلمبان للسكك الحديدية الخفيفة، والذي يربط المطار بمدينة جاكابارينج الرياضية. تم فتح بعض المحطات فقط في الوقت المناسب للألعاب. افتتحت المحطات المتبقية في 18 أكتوبر 2017. تخدم محطة LRT في مطار السلطان محمود بدر الدين الثاني الدولي المطار. تفصل أجرة LRT بين الركاب الذين يركبون من وإلى المطار وأولئك الذين لا يسافرون، حيث يدفع الأول أجرة أعلى تبلغ 10000 روبية بينما يدفع الأخير 5000 روبية.
- سيسهل طريق مطار Indralaya-Palembang-Sultan Mahmud Badarudin II، الذي هو الآن قيد الإنشاء، الوصول إلى المطار.[15]
  - القسم 1: تم افتتاح Palembang-Pamulutan، بطول 7.75 كيلومترًا، في 12 أكتوبر 2017
  - القسم 2: Pamulutan-KTM S. Rambutan، بطول 4.90 كيلومتر، من المتوقع افتتاحه في مارس 2018
  - القسم 3: KTM S. Rambutan-Indralaya، بطول 9.28 كيلومترًا، تقدم حيازة الأرض بنسبة 98٪ وتطور الإنشاءات بنسبة 83٪، من المتوقع افتتاحه في ديسمبر 2017 [16]

## ملحوظات
1. ↑  غارودا إندونيسيا flight from Palembang to Jeddah includes a stop-over at Padang. However, غارودا إندونيسيا does not have rights to transport passengers solely between Palembang and Padang.
2. ↑  ليون إير flight from Palembang to Jeddah includes a stop-over at ثيروفانانثابورام. However, ليون إير does not have rights to transport passengers solely between Palembang and ثيروفانانثابورام.

## روابط خارجية
- الموقع الرسمي نسخة محفوظة 27 يناير 2021 على موقع واي باك مشين.
- موقع PT Angkasa Pura II

قالب:Airports in Indonesia